# ローラット法

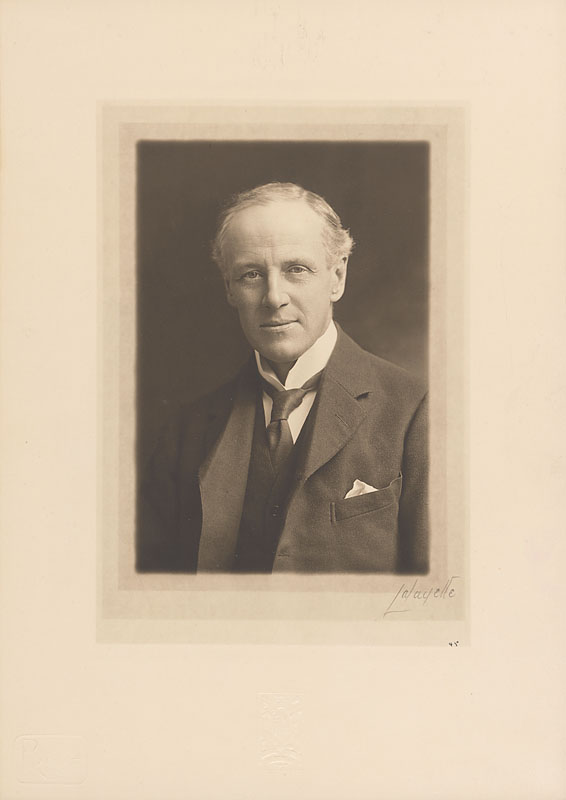
ローラット法制定の中心人物シドニー・ローラット

ローラット法（ローラットほう、英:Rowlatt Act）は、1919年にイギリス領インド帝国において、植民地政府により発布された法律である。

## 内容
1919年にイギリスのインドの政庁が制定した治安法令。テロ組織による判事の暗殺、陪審員への脅迫が相次いだため、破壊活動の容疑者に対し令状なしの逮捕、裁判なしの投獄、陪審員によらない裁判を認めた。正式名称は「刑事法緊急権限法 (Criminal Law Emergency Powers Act) 」。法制定に大きな役割を果たしたローラット委員会 (Rowlatt Committee) の長であるシドニー・ローラット (Sydney Rowlatt) の名を冠して「ローラット法」と通称する。

## 経過
ローラット法発布に対し、パンジャーブ州で過激派に煽動された組織的な暴動が発生した。また過激派はアフガニスタン王国に密使を送り、混乱に乗じてインドに侵攻するように説得している。そして実際に、一ヵ月後、アフガニスタン王国軍はインド領内に侵入した。ローラット委員会は暴力的な革命運動の存在を断定していたが、こうした勢力とローラット委員会が指摘した勢力が同一のものかははっきりしていない。
同法制定後、暴動で不穏な情勢の中、パンジャーブ地方アムリトサル市では、非武装の抗議集会が開かれたが、この集会に対し、パンジャブ州の暴動鎮圧に投入されていたインド軍が発砲して、1000名以上の死傷者が出た（アムリットサル事件）。この結果、マハトマ・ガンディーらによるインド国内での反英運動は高まっていった。
反英運動が激化した結果、抑圧的法律委員会（Repressive Laws Committee）の報告を受け入れる形で、1922年3月にインド帝国政府はローラット法、1910年の出版法（Press Act）他22の法律の廃止に踏み切った。